# 大坪頂熱帶植物園
大坪頂熱帶植物園是位于台湾高雄市大坪頂特定區的一座热带植物园。居鳳山水庫旁並與臨海工業區相鄰。
園內計栽植植物500餘種，6萬餘株，其運用原有地形狀況，將園區分為熱帶風情區、熱帶果樹區、熱帶莽原區、濱海植物區、水生植物區與熱帶雨林區等數個區域，另外設有自導式步道、指示牌、木橋、涼亭、林間教室、座椅等設施，藉由自然生態的維持與模擬，營造了一個有陸域、水域的多樣性自然棲地與生態環境。

## 位置
位於高雄市西南方，與林園區、大寮區相鄰，基地坐落於小港區的東邊台地之高坪特定區公4用地，屬於小港區坪鳳段119地號，位於高坪15、18、22、23路之間，面積約近17公頃。

## 外部連結
- 大坪頂熱帶植物園 - 高雄旅遊網 （页面存档备份，存于）

22°32′49″N 120°21′14″E / 22.54694°N 120.35389°E